# Стоян Каблешков (търговец)
Вижте пояснителната страница за други личности с името Стоян Каблешков.
Стоян Дончов Ка̀блешков, известен като чорбаджи Цоко, е български възрожденски деец и търговец. Баща е на генерал Никола Каблешков и чичо на революционера Тодор Каблешков.

## Биография
Роден е през 1816 г. в Копривщица. Учи в Пловдив и Цариград. Създава кантора в Цариград, където от 1837 до 1856 г. търгува с добитък и занаятчийски произведения. Търговията си започва със средства отпуснати на кредит, тъй като брат му, чорбаджи Лулчо и членовете на абаджийския еснаф, смятайки го за твърде млад му отказват подкрепа. Захващането на търговия по този начин, по него време се е считало за обичайна практика. След 1856 г. живее в Пловдив. През 1853 г. участва в създаването на „Тайно общество“, ръководено от Георги Раковски и Иван Бацов. Подкрепя църковнонационалната борба в Цариград и Пловдив. През 1861 г. участва в подписването на обръщение към българските общини за национална и духовна независимост на България. В началото на 1870-те години организира едро земеделско производство в чифлика си в село Катуница. В 1885 г. подкрепя Съединението на Източна Румелия и Княжество България. Умира на 7 април 1906 г.
Редник Лука Цоков Каблешков, служещ в 16-и пехотен полк, 11-а рота по време на Първата световна война от 8 октомври 1915 г. се води за безследно изчезнал в района на Пиротска околия.